# 산둥호 항공모함
산둥호 항공모함(중국어: 山东号航空母舰)는 중화인민공화국의 항공모함이다. 러시아 유일 항공모함인 65,000톤 쿠즈네초프 항공모함을 중국이 국내 건조한 것이다. 랴오닝호에 이어 2번째 항공모함이다.

## 역사
2009년 6월 6일 상하이 앞 창싱다오(長興島)의 강남조선소에서 항공모함 건조에 착수했다. 중국은 창싱다오 항모 건조 시설에 350억위안(약 6조 4천억원)을 투자하고 있다.
중국은 2015년부터 5년간 6만~7만톤급 항공모함을 최대 6척 건조할 전망이라고 산케이(産經)신문이 미국 의회조사국의 "중국 해군 현대화에 관한 최신 보고서"를 인용해 2010년 7월 27일 보도했다.
중국이 2006년부터 비밀리에 우크라이나 해군기지에서 항공모함 이착륙 훈련을 받았다고 upi통신이 보도했다.
미국 의회조사국의 "중국 해군 현대화에 관한 최신 보고서"는 중국이 러시아 함재 전투기 수호이 Su-33 50대를 25억 달러에 구입하는 협상을 벌이고 있다고 밝혔다. 러시아 유일의 쿠즈네초프 항공모함에는 수호이 Su-33 12대가 탑재된다.

## 캐터펄트
중국은 산둥함 관련기술을 러시아에서 수입했는데, 러시아는 증기식 캐터펄트 기술이 없다. 그래서 중국도 2019년 현재 이 기술이 없다. 중국은 2014년 오바마 정부에 증기식 캐터펄트 기술을 제공해달라고 요청했다가 거절당했다.
캐터펄트가 없는 산둥함은 스키점프대를 사용한다. 2019년 1월, 미국 국방정보국은 보고서에 "스키점프대 방식 활주로에서 항공기의 최대 발사중량은 30t으로 제한될 것이며 J-15 전투기는 연료와 무기를 모두 적재할 수 없어 짧은 거리에서 간단한 임무만 할 수 있을 것"이라고 분석했다.
중국 해군은 003형 항공모함에 전자식 캐터펄트를 장착할 계획이다. 전자식 캐터펄트는 미국의 최신형 제럴드 R. 포드급 항공모함에 세계 최초로 장착된다고 알려졌다. 그런데 2019년 5월 28일, 트럼프 대통령은 일본 내 미 해군 요코스카 해군기지에서 연설하면서 "전자식은 매우 망가지기 쉬워 전투에 사용하는 것은 상상할 수 없다. 반면 증기식은 65년간 완벽했다"고 말했다. 트럼프 대통령은 증기식을 고집하면서 미군 최신예 항모 USS 제럴드 R. 포드 (CVN-78)에서 전자식 캐터펄트에 문제가 생긴 상황과 비용 문제를 지적했다.
그러나 증기식 캐터펄트가 최초로 설치된 미국의 포레스탈급 항공모함을 보면, 함재기의 최대이륙중량이 F-14 톰캣 전투기(32톤)를 제외하고는 모두 30톤 미만이다. 따라서, 중국이 무거운 J-15(33톤)가 아니라 미코얀 MiG-29K(24톤)를 도입한다면, 작전에 큰 문제가 없을 것으로 추측된다.

## 전투기
2009년 8월 31일, 수호이 Su-33를 카피했다고 알려진 중국산 J-15 전투기가 초도비행을 했다. 청두 J-10 J-11 전투기에 사용되는 중국산 WS-10 엔진을 장착했다.
J-11은 중국이 라이센스 생산하는 수호이 Su-27 전투기이다. 수호이 Su-33는 수호이 Su-27의 항공모함 버전이므로 엔진이 같을 수 있다. 청두 J-10 전투기는 북한이 무상제공을 요청했다 거절당한 중국판 F-16 단발엔진 전투기이다.
미국의 F-16은 F110 엔진 1개를 사용하며, F-15는 F110 엔진 2개를 사용한다. 중국의 청두 J-10은 WS-10 엔진 1개를 사용하며, J-11은 WS-10 엔진 2개를 사용한다.
2019년 12월 17일 취역한 중국의 첫 국산 항공모함인 산둥함의 함재기로 J-15 전투기가 선정됐다.

## 같이 보기
- 퀸 엘리자베스급 항공모함 재래식 추진, 65000톤급이다. 2014년 완료
- 차기 프랑스 항공모함 재래식 추진, 75000톤급이다.
- 쿠즈네초프 항공모함
- 키예프급 항공모함